# 4-vinylfenol
4-Vinylfenol je organická sloučenina, derivát fenolu, který se nachází ve víně a v pivu. Vytváří se působením kvasinky Brettanomyces. Ve víně může reagovat s látkami jako jsou antokyanidiny za vzniku nových sloučenin. V bílých vínech se více vyskytují vinylfenoly (4-vinylfenol 70–1150 μg/l, 4-vinylguajakol 10–490 μg/l), zatímco u červených vín převažují odpovídající ethylfenoly.

## Biochemie

Přeměna kyseliny p-kumarové na 4-ethylfenol přes 4-vinylfenol kvasinkou Brettanomyces

4-Ethylfenol vzniká z kyseliny p-kumarové, přičemž meziproduktem je 4-vinylfenol. Brettanomyces přeměňuje kyselinu p-kumarovou na 4-vinylfenol enzymem cinamát dekarboxylázou. 4-vinylfenol je následně redukován na 4-ethylfenol enzymem vinylfenolreduktázou.